# شاهنامه‌ی بختیاری
شاهنامهٔ بختیاری، عنوان کتابی است که استاد «جواد خسروی نیا» شاعر خوش‌ذوق بختیاری بر کتاب خود نهاده‌است و بجز کتاب مذکور، چندین سرایش شاهنامه به گویش بختیاری دارد که آن‌ها را نیز «شاهنامهٔ بختیاری» نامیده‌است:
1. شاهنامهٔ بختیاری (از رستم تا رستم)
2. شاهنامهٔ بختیاری(داستان سیاوش)
3. شاهنامهٔ بختیاری(هفت‌خان رستم)
4. شاهنامهٔ بختیاری(رستم و اسفندیار)
5. شاهنامهٔ بختیاری (گلچینی از شاهنامه به گویش بختیاری)

کتاب ما، کتاب پنجم می‌باشد که این کتاب را انتشارات «گفتمان خلاق» در سال ۱۳۸۰خورشیدی به تعداد ۳۰۰۰جلد تحت عنوان «جلد نخست» و با نام «شاهنامه‌ی بختیاری» و با متنی به قلم استاد «اردشیر صالح‌پور» چاپ و منتشر کرد.
این کتاب شامل داستان‌هایی از شاهنامه به گویش بختیاری در چهار فصل است:
1. فصل اوّل؛ پادشاهی جمشید و ضحاک
2. فصل دوّم؛ داستان رستم و سهراب
3. فصل سوّم؛ داستان بیژن و منیژه
4. فصل چهارم؛ داستان بهرام گور و لنبک

در ایل بختیاری، شاهنامه‌خوانی سنّتی کهن و دیرینه است و یکی از مراسم رایج و قدیمی ایل بختیاری به شمار می‌رود.
این اثر در راستای ترویج فرهنگ گویش‌شناسی می‌باشد و نیز دریچه‌ای به سوی پژوهش‌هایی چون واژه‌شناسی، حماسه‌شناسی، تطبیق گویش‌ها و پیوند عمیق آنها با زبان اصلی است.
این کتاب شاید چون «شاهنامهٔ لکی» نسخهٔ دستنویس نداشته باشد امّا در زمرهٔ شاهنامه‌های محلّی جای دارد، یا چون «شانامه» به اهتمام دکتر صدیق صفی‌زاده و یا «شاهنامهٔ کردی» به تصحیح ایرج بهرامی برای مطالعات شاهنامه‌خوانی و آثار آن حائز اهمیت است.
در وب‌سایت «سرزمین ما» به نقل از «استاد جواد خسروی‌نیا» راجع به آثار خود گفته‌هایی هست و راجع به شاهنامه گوید:
«چند جلد گلچین از شاهنامهٔ حکیم توس را به زبان بختیاری باز سرایی کردم که توانمندی واژه‌ها، عبارات، اصطلاحات و گفتمان بختیاری و استعداد هنری یک اهل ذوق بختیاری را به نمایش بگذارم.»

## شاهنامه در غرب
شاهنامه‌خوانی در فرهنگ لری به «شَه‌نومِه خونی» معروف است. با یکی از دوستان عزیزم، که از بردن نام ایشان بنابر دلایلی معذورم، مشغول به تحقیق من‌باب شاهنامهٔ فردوسی و جایگاه آن در غرب ایران بودیم که با این سخن روبرو شدیم که اردشیر صالح‌پور به نقل از «دکتر محمّدجعفر یاحقّی» گفتند: «پیکر فردوسی در توس است اما روح او در میان قوم لر است و از هر سیاه‌چادر صدای شاهنامه‌خوانی بلند است.»
ایل بختیاری به اقتضای روحیات سلحشوری و جنگاوری و آرمان‌خواهی از دیرباز با شاهنامه و حماسه انس و الفتی ازلی داشته‌اند، چنان که در خورجین هر سیاه‌چادر بختیاری کم و بیش شاهنامه‌ای یافت می‌شود.
شاهنامه‌خوانی در غرب ایران از دیرباز به سنّت شفاهی و نقل سینه به سینه بوده و نمونه‌هایی از سرایش آن به زبان و گویش‌های محلّی برمی‌گردد به اواخر قرن ۱۰ و قرن ۱۱ و حتی قرن۱۲ که در این قرن‌ها، نسخه‌های شاهنامه در غرب ایران توسط اشخاص مختلف سراییده شد:
۱. شاهنامهٔ لکی، به اهتمام حمید ایزدپناه[که احتمال داده‌اند نسخه‌ی دستنویس آن مربوط به زمان رستم شاه از شاهان اتابکان باشد.]
۲. شاهنامهٔ کُردی، مصطفی بن محمود گُورانی، قرن۱۲[ به زبان کردی گُورانی بوده و ایرج بهرامی واژه‌نامه و تصحیح آن را انجام داده‌است.]
۳. شانامه، منسوب به الماس خان کنوله‌ای[ به زبان کردی سورانی بوده و دکتر صدیق بوره‌که‌ای{صفی‌زاده}، آن را جمع‌آوری کرده‌است.]

## شاهنامه در سرزمین بختیاری
در ایل بختیاری، این سنّت دیرینه و کهن پابرجاست و مردان به گاهِ خواندن شاهنامه بر سکو و یا بلندایی جای می‌گرفتند..
شاهنامه در سرزمین بختیاری با نام کتاب «هفت لشکر» معروف بوده و در مکتب‌خانه‌های قدیمی شاهنامه خوانی را آموزش می‌دادند. در مجالس خوانین بختیاری نیز مراسم شاهنامه خوانی با لحن حماسی و شورانگیز رواج داشت. در تاریخ بختیاری موارد متعددی از شاهنامه خوانی بختیاری‌ها ثبت گردیده‌است.

## نمونه‌هایی از شاهنامه خوانی بختیاری
آستن هنری لایارد، که در سالهای ۱۸۳۹–۱۸۴۲م به ایران مسافرت کرد در سفرنامه خود به شاهنامه خوانی در حضور محمدتقی خان چهارلنگ حاکم بختیاری در آن دوره، در قلعه‌تُل خوزستان اشاره کرده‌است و می‌نویسد:
«من بارها در قرارگاه محمدتقی خان شاهد و ناظر مراسم شعرخوانی بودم و متوجه شدم که خواندن اشعار و سرودهای رزمی چه تأثیر عمیقی بر روی مردم کوه‌نشین بختیاری به جای می‌گذارد» و چنین نیز ادامه می‌دهد: «آنان تا پاسی از شب در اطراف محمدتقی خان که بر روی فرشی در کنار شعله‌های آتش نشسته بود، جمع می‌شدند و به آواز شفیع خان که با صدای بلند مشغول خواندن شاهنامه یا داستان خسرو و شیرین و سایر شعرای ایرانی مانند حافظ و سعدی بود گوش می‌دادند…»
اسدخان بهداروند نیز که علیه حکومت قاجار قیام کرده بود با خواندن اشعار شاهنامه پاسخ شاهزاده قاجار را داده‌است: «اسدخان بهداروند هنگامی که در محاصره شاهزاده قاجار در دژ اسدخان قرار گرفته بود این شعر فردوسی را خطاب به شاهزاده قاجار خواند:
| مرا سر نهان گر شود زیر سنگ/ |  | از آن به که نامم برآید به ننگ |
| نبیند مرا زنده با بند کس/   |  | که روشن روانم براینست و بس    |

«بی‌بی مریم بختیاری که از زنان مبارز و برجسته روزگار بود هنگامی که مبارزان مشروطه به او پناه بردند از آنان حمایت کرد و روزی که افسر اعزامی از اصفهان برای جلب وحید دستگردی و دیگر شاعران پناهنده به در قلعه بی‌بی مریم آمد، به افسر اعزامی گفت: «اگر جانم را بستانند پناهندگان را تحویل نخواهم داد» و این «شعر فردوسی» را بر آنان خواند:
| زکف بفکن این گرز و شمشیر کین/ |  | بزن جنگ و بیداد را بر زمین |
| پناهندگان را منم پاسدار/      |  | مبیناد چشم کس آن روزگار    |
| که آزادگان را دهم بر تو باز/  |  | دهم ماکیان را به چنگال باز |

در کتاب تاریخ بختیاری سردار اسعد، نیز به شاهنامه خوانی در بختیاری اشاره گردیده و نقل شد هنگامی که سواران بختیاری در دوران مشروطیت برای فتح تهران حرکت کردند شاهنامه خوانان برای تقویت روحیه سپاهیان اشعار شاهنامه را می‌خواندند و یکی از سواران خطاب به محمدعلی شاه این ابیات را با صدای بلند خواند:
| چنانت بکوبم به گرز گران/ |  | که پولاد کوبند آهنگران |
| سواران جنگی کجا دیده‌ای/  |  | صدای سم اسب نشنیده‌ای   |

حسین‌پژمان بختیاری راجع به شاهنامه‌خوانی در بختیاری می‌گوید:
«این اشعار معمولاً نقاشی روح داری از میدان‌های جنگ بود که دلیران گذشته و اجداد رشید ما قهرمان آن‌ها شمرده می‌شدند…»